# Форнело (Пјаченца)
Форнело је насеље у Италији у округу Пјаченца, региону Емилија-Ромања.
Према процени из 2011. у насељу је живело 134 становника. Насеље се налази на надморској висини од 211 м.